# Dead Rising: Endgame
 (décembre 2016).
Série
Dead Rising
(2015)
Pour plus de détails, voir Fiche technique et Distribution.
Dead Rising: Endgame est un film d'action et d'horreur américain réalisé par Pat Williams, sorti en 2016 directement en streaming puis en DVD. Étant la suite du film Dead Rising sorti en 2015, il est lui aussi basé sur l'univers des zombies, inspiré du jeu vidéo intitulé Dead Rising créé par la société japonaise Capcom, distribué en 2006.

## Synopsis
Dans la zone de quarantaine de la zone Est de Mission City, le journaliste d'investigation Chase Carter essaie d'arrêter un complot secret du gouvernement visant à tuer des millions d'innocents afin de mettre fin à l'épidémie Zombie qui sévit.

## Fiche technique
- Titre : Dead Rising: Endgame
- Réalisation : Pat Williams
- Scénario : Tim Carter et Michael Ferris, d'après le jeu vidéo Dead Rising créé par Capcom
- Musique : Brian Campbell
- Photographie : David Pelletier
- Montage : Justin Li
- Production : Tim Carter
- Société de production : Legendary Digital Media, DR2 Productions, Contradiction Films et Sony Pictures Entertainment
- Pays d'origine : États-Unis
- Langue originale : Anglais
- Format : couleur
- Genre : Action, horreur et science-fiction
- Durée : 96 minutes
- Interdit aux moins de 12 ans
- Dates de sortie : 
  -  États-Unis : 20 juin 2016

## Distribution
- Jesse Metcalfe (VF : Benjamin Gasquet) : Chase Carter
- Marie Avgeropoulos (VF : Alice Taurand) : Sandra Lowe
- Ian Tracey (VF : Emmanuel Karsen) : Georges Hancock
- Keegan Connor Tracy (VF : Léa Gabriele) : Jordan
- Dennis Haysbert (VF : Thierry Desroses) : Général Lyons
- Jessica Harmon (VF : Armelle Gallaud) : Jill
- Patrick Sabongui (VF : Nessym Guetat) : Garth
- Camille Sullivan (VF : Sybille Tureau) : Susan Ingot
- Jim Thorburn : Capitaine Smith
- Billy Zane : Rand
- Teach Grant (VF : Boris Rehlinger) : Skinner
- Lee Majdoub : Stark
- Sandy Robson : Agarn
- Donavon Stinson (VF : Guillaume Bourboulon) : Zane
- Peter Kelamis : Simon Collins
- Ben Cotton : Rogers
- Viv Leacock : Dick
- Luvia Petersen : Samantha
- Stephen Lobo : Todd
- Curtis Lum : Carter
- Heather Roop : Alicia
- Jim Shield (VF : Thierry Garet) : William
- Victor Webster : Chuck Greene